# Лункавіца (Караш-Северін)
Лункавіца (рум. Luncavița) — село у повіті Караш-Северін в Румунії. Входить до складу комуни Лункавіца.
Село розташоване на відстані 310 км на захід від Бухареста, 37 км на південний схід від Решиці, 109 км на південний схід від Тімішоари, 149 км на північний захід від Крайови.

## Населення
За даними перепису населення 2002 року у селі проживали 997 осіб, з них 996 осіб (99,9%) румунів. Рідною мовою 996 осіб (99,9%) назвали румунську.